# HD 136643
HD 136643，又名BD+25 2902，SAO 83778、HR 5711，是一颗恒星，视星等为6.39，位于銀經37.83，銀緯56.43，其B1900.0坐标为赤經15h 16m 47.5s，赤緯+25° 56.43′ 6″。